# Bibliothèque à livres ouverts
La Bibliothèque à livres ouverts (BALO), autrefois connu sous le nom du Centre de documentation du CCGLM,  est une bibliothèque spécialisée située à Montréal. La bibliothèque a été fondée en 1991, par le Centre communautaire LGBTQ+ de Montréal sous la direction de Benoit Migneault. Il s'agit du seul centre de documentation spécialisé dans le patrimoine documentaire des communautés LGBTQ+ au Québec.
La Bibliothèque à livres ouvert est membre du Rainbow Round Table (RRT) de l'American Library Association (ALA). 
En 2017, la bibliothèque a reçu le prix d'excellence Newlen-Symons du Rainbow Round Table pour son soutien et ses services de bibliothèques aux communautés LGBTQ+,. 
Pierre Salducci a été directeur du Centre de documentation du CCGLM de 1996 à 1999,. Christian Tanguay est le directeur général depuis 2014.

## Mission
La Bibliothèque à livres ouverts (BALO) a pour mission de rassembler, de conserver de manière permanente et de diffuser le patrimoine documentaire de la diversité LGBTQ+ et de toute documentation portant sur les questions reliées à l'orientation sexuelle, à l'identité et à l'expression de genre.
Ses valeurs sont la démocratisation des savoirs.

## Services et collections
La Bibliothèque à livres ouverts offre les mêmes services qu'on retrouve généralement en bibliothèques publiques, tels que le prêt de livres, un service de référence, des espaces de travail et des postes informatiques. Ses services sont offerts à toute personne cherchant de l'information sur la diversité sexuelle et de genre, bien que sa clientèle soit majoritairement composée de membres des communautés LGBTQ+.
Une variété d'activités y sont régulièrement organisées, telles que des soirées de jeux de société, des ateliers de dessin et des ateliers d'introduction à Wikimédia.

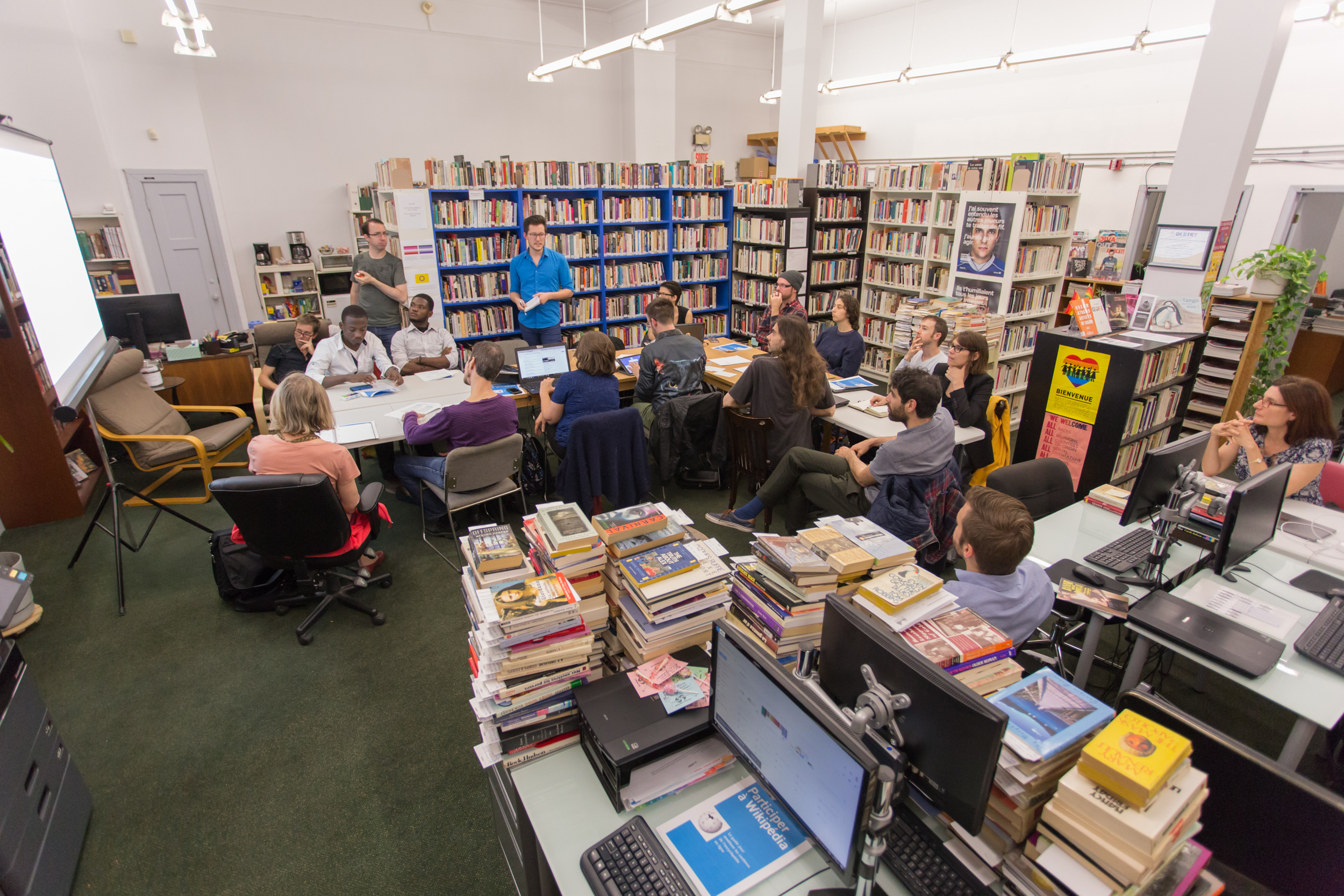
Atelier Wikipédia LGBTQ à la Bibliothèque À Livres Ouverts, Octobre 2017.

Au total, les collections de la bibliothèque contiennent plus de 20 000 ouvrages en tout genre et en plusieurs langues. On y retrouve également plusieurs ouvrages rares ou hors d'impression qui a trait aux enjeux et réalités vécues par les communautés queer.
La bibliothèque travaille activement à cataloguer ses collections, dont environ la moitié se retrouve sur la plateforme Koha.
En février 2023, le catalogue de la bibliothèque comportait 249 films (DVD, Blu-ray, VHS), 211 livres de référence, 1803 œuvres de fiction en français, 2608 œuvres de fiction en anglais, 153 bande dessinée, 2920 ouvrages documentaires et 777 œuvres dans la collection du patrimoine québécois.

### Collection Émancip'Asie
En juillet 2022, la bibliothèque a dévoilé sa nouvelle collection d'ouvrages et d'auteurs asiatiques, la collection Emancip'Asie. 
Par cette collection, la bibliothèque vise à offrir un espace de réflexion inclusif et à représenter les réalités des communautés asiatiques ainsi qu'à participer à leur émancipation. Le développement de cette collection fait écho aux mobilisations et aux luttes contre le racisme anti-asiatique qui s'est intensifié depuis la pandémie de la COVID-19.
Émancip'Asie regroupe tous types d'ouvrages, en français et en anglais, visant différents publics et abordant différents thèmes en lien avec les communautés asiatiques anglophones et francophones.

### Collection jeunesse-famille LGBTQ+
En 2015, la banque TD a octroyé un financement de 10 000$ pour le développement de la collection jeunesse-famille de la BALO. Cette collection vise à accompagner la jeunesse dans leurs questionnements et à se construire positivement. En 2022, cette collection comportait plus de 430 ouvrages.